# Az amerikai hercegnő
Az amerikai hercegnő Nissim Aloni izraeli drámaíró egyik legismertebb drámája.

## Történet
|  | Alább a cselekmény részletei következnek! |

Hohenschvádenházi Bonifáciusz Viktor Félix egykor király: ma Felix van Schvank néven tengeti napjait és franciát tanít. Uralkodásának szebb napjairól egy gazdag, titokzatos amerikai hercegnőnek mesél magnószalagokon, az emlékekért a mecénásnő készpénzzel fizet, a száműzött király aztán a készpénzt egy szolgálatkész utcalánynál cseréli örömökre. Ez csodásan mehetne így az idők végezetéig, de egy nap a király fiát felkeresi egy filmrendező: a titokzatos hercegnő felkérésére filmet forgatna a király életéről. Freddy, a trónörökös azonnal rááll a dologra, sőt izgalmas szerepet is kap, a kedves papa azonban attól tart, hogy gúnyt űznek uralkodásából. Van is félnivalója, ahogy a film készül, egyre több sötét titok kerül elő múltjából, és még egy részeges színész is állandóan keresztbe tesz. Kitagadás, ármány, és görög tragédiák árnyai vezetnek a végkifejlethez, amely 5 golyó formájában érkezik, egy 38-as Browningból. 
|  | Itt a vége a cselekmény részletezésének! |

## Szereplők
- A király, Hohenschvádenházi Bonifáciusz Viktor Félix
- A fia, Ferdinánd, a trónörökös

## Színházi előadások

### Magyarországon
Első magyarországi (és egyben európai) színpadi bemutatója 2009 . szeptember 25-én volt. A magyar változatot a Gólem Színház vitte színpadra, Borgula András rendezésében. A főszerepeket Székhelyi József (az apa) és Schmied Zoltán (a fiú) játszották.

## Külső hivatkozások
- Gólem Színház